# Menander II
Menander II, död 85 f.Kr., var en indogrekisk monark. Han tillhörde Euthydemiddynastin, och var regerande monark av en indogrekisk monarki i Arachosia och Gandhara mellan 90 f.Kr. och 85 f.Kr.